# Teratosperma sclerotivorum
Teratosperma sclerotivorum är en svampart som först beskrevs av Uecker, W.A. Ayers & P.B. Adams, och fick sitt nu gällande namn av S. Hughes 1979. Teratosperma sclerotivorum ingår i släktet Teratosperma, divisionen sporsäcksvampar och riket svampar.   Inga underarter finns listade i Catalogue of Life.